# Chlamydophractus
Chlamydophractus ist eine ausgestorbene Gattung der Gürteltiere. Sie lebte im Oberen Miozän vor rund 9 Millionen Jahren. Nachgewiesen ist sie über einzelne Funde in Form eines Unterkiefers, mehreren Teilen der Vorderbeine und Panzerfragmenten. Alle bisher bekannten Reste kamen in der Arroyo-Chasicó-Formation in Argentinien zum Vorschein. Es handelt sich um einen kleinen Vertreter der Gürteltiere, der aufgrund der Gestaltung der Vorderbeine und des Vorkommens eines Analschildes in die nähere Verwandtschaft der Gürtelmulle eingeordnet wird. Wahrscheinlich war Chlamydophractus wie die heutigen Gürtelmulle an eine unterirdisch grabende Lebensweise angepasst. Im Detail feststellbare anatomische Abweichung verweisen jedoch auf Unterschiede in der Grabweise. Die Gattung wurde im Jahr 2020 wissenschaftlich eingeführt. Es ist eine Art anerkannt.

## Merkmale

### Skelettmerkmale
Chlamydophractus war im Vergleich zu den beiden heutigen Gürtelmullen ein eher großer Vertreter. Überliefert sind neben dem Unterkiefer hauptsächlich einzelne Elemente der Vordergliedmaßen sowie Teile des Panzers. Anhand der Funde kann ein Körpergewicht von 360 bis 730 g vermutet werden, was drei- bis über sechsmal so viel ist wie bei den heutigen Arten. Der Unterkiefer wurde etwa 36 mm lang, ihm fehlen aber Teile des aufsteigenden Astes. Der horizontale Knochenkörper war schlank gebaut. Am Ansatz zum aufsteigenden Ast lässt sich erkennen, dass dieser sich um rund 130° zurücklehnte. Bei den heutigen Gürtelmullen steht er in einem Winkel von 90° zum horizontalen Knochenkörper. Im Unterkiefer waren acht homodonte Zähne ausgebildet, die typisch für die meisten Gürteltiere eine molarenartige Gestalt hatten. Der hinterste Zahn wurde teilweise vom aufsteigenden Ast überdeckt. Die Zahnreihe nahm nahezu die gesamte Länge des horizontalen Knochenkörpers ein. Ausgenommen ist lediglich der vorderste Abschnitt mit der Symphyse. Jeder Zahn besaß einen ovalen Querschnitt. Die Längsachse drehte sich um rund 30° Richtung Rachenraum ein. Die Größe der Zähne nahm vom ersten bis zum sechsten zu, verringerte sich dann aber wieder. Die Kauoberfläche war flach gestaltet. Sowohl der Gürtelmull (Chlamyphorus truncatus) als auch der Burmeister-Gürtelmull (Calyptophractus retusus) haben einen ähnlichen Gebissaufbau, bei ersterem ist jedoch der vorderste Zahn manchmal reduziert. Die gesamte Zahnreihe war bei Chlamydophractus 18,2 mm lang.
An Elementen des Körperskelettes sind einzelne Langknochen der Vordergliedmaßen erhalten. Sie entsprachen den Knochen der heutigen Gürtelmulle, waren aber deutlich massiver und übertrafen sie in ihren Längenmaßen um gut das Doppelte. Der Oberarmknochen wurde 35 mm lang und zeichnete sich durch eine prominente deltopectorale Leiste aus. Das untere Gelenkende lud breit aus. An der Elle war der obere Gelenkfortsatz besonders auffallend. Er nahm mit einer Länge von 16,2 mm mehr als die Hälfte der Gesamtknochenlänge ein, die sich auf 31,2 mm bezifferte. Des Weiteren liegt ein oberes Fragment der Speiche und ein Teil des dritten Mittelhandknochens vor.

### Rückenpanzer
Vom Rückenpanzer sind einzelne Knochenplättchen und ein Fragment vom hinteren Panzerbereich erhalten. Wie bei den heutigen Gürtelmullen bestand der Panzer von Chlamydophractus weitgehend nur aus beweglichen Bändern, lediglich am vorderen und hinteren Ende kamen einzelne feste verwachsene Panzerabschnitte vor. Die Knochenplättchen oder Osteoderme der beweglichen Bänder hatten einen rechteckigen Umriss. Ihre Maße betrugen rund 12 mm in der Länge und 5 bis 6 mm in der Breite. In Seitenansicht waren sie markant geschwungen. Die vorderen 40 % der Knochenplättchen nahm die Gelenkfläche ein, die etwas erhaben gegenüber dem Rest, ansonsten aber glatt war. Sie verband das entsprechende Knochenplättchen mit jenem des vorangehenden Bandes. Der hintere Teil wies eine charakteristische Ornamentierung auf. Diese bestand aus einer längsgerichteten zentralen Figur in Form eines länglichen Wulstes, der nach hinten schmaler wurde. Seitlich begleitet wurde sie von je einem weiteren Wulst, jeweils getrennt durch eine Rille. Die seitlichen Wülste blieben auf der gesamten Länge gleich breit. Die Knochenplättchen der festen Panzerabschnitte waren mit 8 mm Länge und 6 mm Breite kleiner. Ihr Umriss erinnerte an ein Sechseck mit asymmetrischen schmalen Kanten, bei denen die Spitzen aus der Längsachse verschoben waren. Die Lage der jeweiligen Spitze wurde durch die Position im Panzer bestimmt. Auch hier kam an der Oberseite eine Musterung vor, die weitgehend jener der Knochenplättchen der beweglichen Bänder glich. Zusätzlich waren in den Rillen einzelne kleine Öffnungen ausgebildet. Heutige Gürtelmulle haben keine Muster, weder auf den Osteodermen der beweglichen Bänder noch der festen Panzerabschnitte. Ihr keratinöser Überzug lässt eine solche aber manchmal erkennen, mit einer ähnlichen Gestaltung wie bei Chlamydophractus. Zudem sind bei den heutigen Gürtelmullen die Knochenplättchen extrem  dünn, bei Chlamydophractus hingegen sehr dick.
Eine Besonderheit der Gürtelmulle ist der Analschild, der den Steiß bedeckt. Er kam auch bei Chlamydophractus vor. Erhalten geblieben sind mehrere Fragmente. Das größte besteht aus acht Osteodermen des letzten festen Bandes und sieben des Analschildes. Letzteres stand in einem Winkel von 120° zum Rückenpanzer, bei den heutigen Gürtelmullen sind es 90°. Die Knochenplättchen des Analschildes zeigten eine unregelmäßig ovale Struktur mit Ausmaßen von 5 × 4 mm. Oberflächliche Musterungen ließen sich nicht erkennen. Ein im Innern des Analschildes erhaltener Schwanzwirbel zeigt, dass der Panzer von Chlamydophractus wie bei den heutigen Gürtelmullen mit der Wirbelsäule verbunden war.

## Fossilfunde
Funde von Chlamydophractus sind bisher nur von einer einzigen Fundstelle bekannt. Hierbei handelt es sich um die Arroyo-Chasicó-Formation, die im Tal des Arroyo Chasicó im Süden der argentinischen Provinz Buenos Aires aufgeschlossen ist. Die Arroyo-Chasicó-Formation ist eine klassische Fossillagerstätte in Südamerika, die Pate stand für die Bezeichnung der Stufe des Chasicoum in der lokalen Biostratigraphie. Diese wiederum deckt einen Teil des Oberen Miozäns ab. Die Gesteinseinheit besteht aus einer mehrere Dutzend Meter mächtigen Sedimentabfolge. Sie wird üblicherweise in zwei Abschnitte unterteilt: das liegende Vivero-Schichtglied und das hangende Las-Barrancas-Schichtglied. Ersteres setzt sich aus 2 bis 3 m mächtigen Schlufflagen zusammen, letzteres aus bis zu 40 m mächtigen, stärker sandigen Komponenten. Dieser häufig referenzierten Gliederung stehen Analysen aus dem Jahr 2007 gegenüber, die drei Sedimentationszyklen differenzierten. Jeder der drei Zyklen entstand unter fluviatilen Bedingungen eines mäßig starken Fließgewässers mit sukzessive abnehmender Fließkraft. Radiometrische Datierungen geben dem unteren Abschnitt der Arroyo-Chasicó-Formation ein Alter von rund 9,2 Millionen Jahren. Dies korrespondiert mit paläomagnetischen Messungen, die die  Entstehung der ersten beiden Sedimentationszyklen in einen Zeitraum von vor 9,4 bis 9,1 Millionen Jahren vor heute ansetzen. Die Ablagerung des jüngsten Zyklus war dann möglicherweise vor rund 8,7 Millionen Jahren abgeschlossen.
Entlang des unteren Abschnittes des Arroyo Chasicó kurz vor seiner Einmündung in die Laguna Chasicó sind verschiedene Fundstellen dokumentiert. Sie enthielten eine reichhaltige Säugetierfauna, die neben den Gepanzerten Nebengelenktieren unter anderem auch Südamerikanische Huftiere einschließen. Für erstere Gruppe ist unter anderem Kelenkura als Vertreter der Glyptodontidae belegt. An Gürteltieren kamen neben Chlamydophractus auch Reste von Chasicotatus und Vetelia zu Tage, die zur Verwandtschaftsgruppe der Euphractinae beziehungsweise Tolypeutinae gehören. Auch stammt aus der Arroyo-Chasicó-Formation einer der ältesten Belege für Parasitismus von Insekten an Gürteltieren. Die Fossilreste von Chlamydophractus, namentlich der Unterkiefer, die Gliedmaßenknochen und die Panzerfragmente, fanden sich an der Lokalität Bajada de los Toros, einem rund 400 m langen Aufschluss im zweiten Sedimentationszyklus der Arroyo-Chasicó-Formation.

## Paläobiologie
Unter den heutigen Gürteltieren gehören die Gürtelmulle zu den am stärksten an die unterirdische Lebensweise angepassten Vertretern, die unter anderem durch ihre hohe Grabgeschwindigkeit herausragen. Wahrscheinlich war auch Chlamydophractus ein exzellenter Gräber, worauf etwa die Gestaltung der Gliedmaßen hinweist. Das Olecranon der Elle ist sowohl bei der Fossilform als auch den rezenten Arten extrem ausgedehnt und nimmt die Hälfte der gesamten Knochenlänge ein. Dieser Wert ist neben dem einzelner Nacktschwanzgürteltiere (Cabassous) der höchste innerhalb der Gürteltiere. Das lange Olecranion verstärkt die Hebelwirkung der hier ansetzenden Armmuskulatur. Die erkennbaren Unterschiede in der Gestaltung des Gelenkfortsatzes – gerade bei Chlamydophractus, hakenartig bei den heutigen Formen – lassen vermuten, dass es in der stammesgeschichtlichen Entwicklung der Gürtelmulle einzelne weitere Modifikationen bezüglich der Grabtechnik gab. Dies betrifft auch den Analschild, der bei den rezenten Gürtelmullen als einzigartige Anpassung das ausgegrabene Erdmaterial an ein Zurückrutschen in den Tunnel hindert. Der wesentlich stumpfere Winkel zwischen dem Analschild und dem Rückenpanzer bei Chlamydophractus im Vergleich zu den rezenten Vertretern zeigt hier ebenfalls gewisse Unterschiede. Auf den gesamten Panzer bezogen sind die Knochenplättchen bei Chlamydophractus sehr dick, bei den heutigen Gürtelmullen ausgewiesen dünn. Dadurch kam es bei der Ausformung des Panzers der rezenten Arten zu einer wesentlichen Gewichtsreduktion als Anpassung an eine dauerhafte unterirdische Lebensweise. Insgesamt verfügte Chlamydophractus in seinem Körperbau bereits über sehr gute Eigenschaften für die grabende Lebensweise. Im weiteren Verlauf der Stammesgeschichte hin zu den gegenwärtigen Gürtelmullen wurden diese dann zusätzlich modifiziert.
Aus der Río-Negro-Formation in der argentinischen Provinz Río Negro wurden fossile Grabspuren berichtet, die durchschnittlich 64 mm breit sind und längliche Strukturen bilden. Teilweise überschneiden sich diese. An den Wänden der Röhren zeigen sich kleine Rillen, die als Krallenspuren gedeutet werden, während einzelne ovale Abdrücke quer in der Röhre an den Analschild der Gürtelmulle erinnern. Die Gänge sind im unteren Abschnitt der Gesteinseinheit ausgebildet, die aus Sandsteinen besteht. Ihr Alter beträgt rund 9 Millionen Jahren. Sie wurden der Ichnogattung Nagtuichnus zugewiesen. Ob es sich hier tatsächlich um Grabspuren von Chlamydophractus handelt, ist allerdings unbekannt.

## Systematik
Chlamydophractus ist eine ausgestorbene Gattung aus der Gruppe der Gürteltiere (Dasypoda). Die heutigen Gürteltiere werden in insgesamt zwei Familien aufgeteilt. Dazu gehören die Dasypodidae mit den Langnasengürteltieren und die Chlamyphoridae mit allen anderen Vertretern. Allgemeine Kennzeichen der Gürteltiere finden sich in dem Rückenpanzer mit beweglichen Bändern und in den stiftartigen Zähnen. Sowohl skelettanatomisch als auch molekulargenetisch gehören den Gürteltieren zudem die ebenfalls ausgestorbenen Glyptodontidae an, deren gemeinsame Merkmale ein starrer Panzer und lappenförmige Zähne zur Aufnahme pflanzlicher Nahrung sind. Aus anatomischen Gründen stehen den Glyptodonten wahrscheinlich auch die Pampatheriidae nahe, die wiederum eher den Gürteltieren glichen. Die Dasypoda bilden einen Teil der Ordnung der Gepanzerten Nebengelenktiere (Cingulata). Innerhalb dieser wird angenommen, dass die Peltephilidae die Schwestergruppe der Dasypoda formen.
Chlamydophractus gehört mit seinen angegebenen Merkmalen in die verwandtschaftliche Nähe der Gürtelmulle. Die heutigen Gürtelmulle bilden die einzigen Vertreter der Unterfamilie der Chlamyphorinae. Nach molekulargenetischen Untersuchungen trennten sich die Chlamyphorinae vor rund 33 bis 32 Millionen Jahren von den anderen Linien der Chlamyphoridae, was dem Unteren Oligozän entspricht. Die Linien der beiden heutigen Arten sind bereits seit dem Unteren Miozän vor gut 19 bis 17 Millionen Jahren eigenständig. Demnach bestand Chlamydophractus zu einer Zeit, als sich die Vorfahrenlinien der heutigen Gürtelmulle bereits ausgebildet hatten. Die Fossilform wird daher als Schwestergruppe der heutigen Arten aufgefasst.
Die wissenschaftliche Erstbeschreibung von Chlamydophractus erfolgte im Jahr 2020 durch ein Arbeitsteam um Daniel Barasoain. Hierbei handelt es sich aber lediglich um eine Namenskorrektur. Bereits im Jahr zuvor hatte die gleiche Forschergruppe eine ausführliche Darstellung zu dem ausgestorbenen Gürteltiervertreter vorgelegt, diesen darin allerdings mit Chlamyphractus bezeichnet. Der Name ist jedoch schon durch einen Angehörigen der Glyptodontidae präokkupiert, weswegen eine Korrektur erforderlich wurde. Sowohl Chlamyphractus als auch Chlamydophractus setzen sich aus den griechischen Worten χλανίς oder χλανιδόω (chlamys oder chlamydo) für „Decke“ oder „Mantel“ und φρακτός (phraktos) für „eingeschlossen“ oder „geschützt“ zusammen. Dem Gattungsnamen liegt die Idee zugrunde, die wissenschaftlichen Bezeichnungen der beiden heutigen Gürtelmulle (Chlamyphorus und Calyptophractus) miteinander zu vereinen. Als einzige anerkannte Art gilt Chlamydophractus dimartinoi. Das Artepitheton bezieht sich auf Vincente Di Martino, dem ehemaligen Direktor des Museo Municipal de Ciencas Naturales „Vincente Di Martino“ in Monte Hermoso in Argentinien. Di Martino hatte umfangreiche Grabungen in der Arroyo-Chasicó-Formation durchgeführt und dabei im Jahr 1987 die Überreste von Chlamydophractus entdeckt. Das Holotyp-Material (Sammlungsnummer MMH-CH 87-7-100) wird in dem Museum aufbewahrt und besteht aus einem Unterkieferast sowie mehreren Langknochen und Panzerresten.